# Hidroniu

Structura cationului hidroniu

În chimie, hidroniu este numele dat cationului H3O+, un tip de ion oxoniu obținut prin protonarea apei. La dizolvarea unui acid Arrhenius în apă, moleculele acestuia cedează un proton (ion de hidrogen, H+) unei molecule de apă (H2O), formându-se astfel ionul hidroniu prin protonare.

## Nomenclatură sau denumire
Conform cu nomenclatura IUPAC a compușilor organici acest ion ar trebui să se numească oxoniu. Hidroxoniu poate fi folosit ca denumire neambiguă.
Un alt aspect terminologic intervine în cazul prezenței izotopilor mai grei ai hidrogenului (deuteriu, tritiu) în structura acestui ion. Variante posibile de denumiri pentru ionul cu deuteriu ar fi, de exemplu, deuterohidroniu sau deuteroniu.

## Structură și solvatare
Structura acestui ion  a fost evidențiată prin spectroscopie IR in 1955. Este izoelectronic cu amoniacul. Are o geometrie moleculară de piramidă trigonală sau tetraedru.
Starea de solvatare a hidroniului e o problemă deschisă.
Hidroniul formează clustere la solvatare
Au fost calculate entalpiile diferitelor legături de hidrogen din jurul hidroniului din lichide.
A fost dezvoltat un nou model bazat pe spectroscopie IR care include 6 molecule de apă ca ligand.

## pH-ul
Pentru determinarea pH-ului unei soluții este necesară determinarea cantității de ioni de hidroniu față de ionii hidroxid. În apa pură, moleculele auto-ionizează în ionii hidroniu și hidroxid, în cadrul unei reacții de echilibru de autoprotoliză:
2 H
2O  OH−
 + H
3O+

## Acizi și aciditate
Ionul hidroniu este foarte acid, are co-logaritmul constantei de aciditate pKa = 0 la 25 °C.
Este prezent în unii acizi cu tărie ridicată, cum ar fi acid fluoroboric, un superacid, care există numai ca săruri de hidroniu.

## Mobilitate electrochimică și conductivitate electrolitică
Acest ion are o valoare relativ mare a mobilității ionice comparativ cu alți ioni, 

## Săruri solide de hidroniu
Acizii foarte puternici cum ar fi acid percloric formează săruri solide de hidroniu. Acidul percloric în stare cristalină formează un monohidrat, percloratul de hidroniu, similar cu percloratul de amoniu. Și alți acizi tari formează structuri similare.

## Hidroniu interstelar
Hidroniul este un ion molecular abundent în mediul interstelar. Este format printr-un lanț reactiv începând cu ionizarea hidrogenului (biatomic) de radiația cosmică rezultând ionul molecular de hidrogen.

### Detectare astronomică
Înainte de 1973 s-a prezis teoretic că acest ion este un ion molecular abundent în mediul interstelar. Pentru a putea fi recunoscut de pe planeta Pământ prin observații spectroscopice trebuia cunoscute proprietățile spectroscopice ale acestui ion în fază gazoasă.